# ان‌جی‌سی ۹۸۶

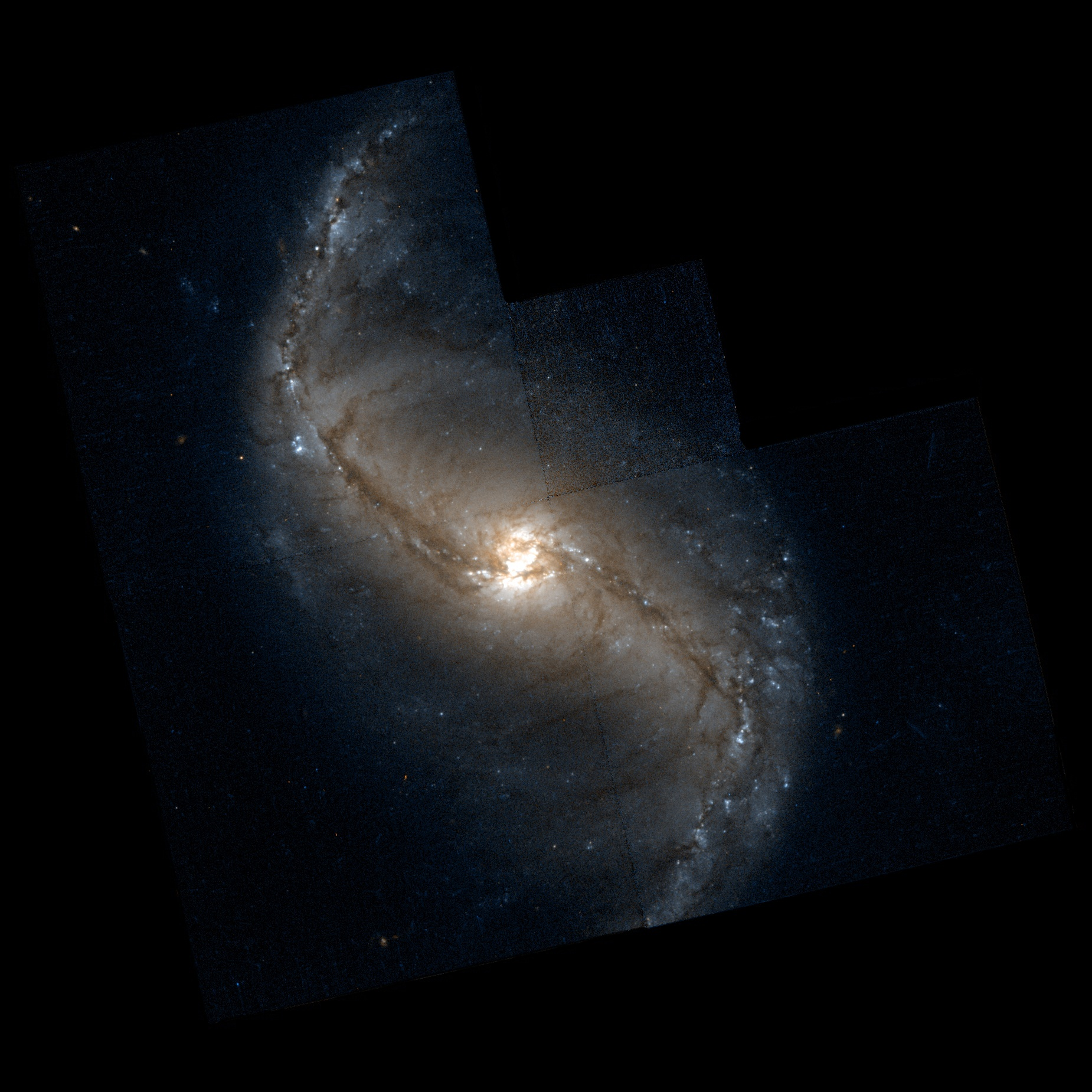
نمایی از کهکشان مارپیچی «ان‌جی‌سی ۹۸۶»

ان‌جی‌سی ۹۸۶ کهکشان مارپیچی در صورت فلکی کوره است که روشنایی ظاهری آن به ۱۱ می‌رسد.
این کهکشان مارپیچی در فاصلهٔ ۵۶ میلیون سال نوری از کرهٔ زمین در نیم کره جنوبی آسمان قرار گرفته و دارای مرکز روشن طلایی رنگ و بازوانی زیباست.